# Nodirbek Abdusattórov
Nodirbek Abdusattórov (Taskent, 18 de septiembre de 2004) es un ajedrecista uzbeko y campeón mundial de ajedrez rápido del año 2021. Considerado un prodigio del ajedrez, se clasificó para el título de Gran Maestro Internacional a la edad de 13 años, 1 mes y 11 días. La FIDE le otorgó el título en abril de 2018.
En 2021 ganó el Campeonato Mundial de Rápidas, convirtiéndose en el campeón mundial de esta modalidad más joven de la historia.

## Carrera en el ajedrez
En 2012, Abdusattórov ganó la división sub-8 del Campeonato Mundial Juvenil de Ajedrez en Maribor, Eslovenia. En 2014, a los nueve años, venció a dos grandes maestros, Andrey Zhigalko y Rustam Khusnutdinov, en el octavo torneo Memorial Georgy Agzamov, celebrado en su ciudad natal de Taskent, Uzbekistán. El 26 de junio de 2020, Abdusattórov ocupó el segundo y sexto lugar en el primer Memorial Mukhtar Ismagambetov junto con Shakhriyar Mamedyarov, Dmitriy Bocharov, Kazybek Nogerbek y Davit Maghalashvili, con una puntuación de 8,5/11. En la lista de clasificación de la FIDE de abril de 2015, estableció un nuevo récord como el jugador más joven en ingresar al top 100 junior, a los once años.
En 2021, Abdusattórov ganó en el primer grupo del PNWCC Super G60.
Se clasificó para la Copa del Mundo de Ajedrez 2021 donde, en el puesto 68, después de recibir un walkover en la primera ronda, derrotó a Aravindh Chithambaram 1,5-0,5 en la segunda ronda y venció al cuarto favorito Anish Giri 3-1 en los desempates de la tercera ronda antes de perder ante Vasif Durarbayli por 4-2 en la cuarta ronda.
En septiembre de 2021, Abdusattórov ocupó el segundo lugar (detrás de Anish Giri) en el torneo de la Copa Tolstoi organizado por el Museo Estatal Leo Tolstoy-Estate «Yásnaia Poliana» y la Federación de Ajedrez de Rusia.

### Campeonato Mundial de Rápidas 2021
En diciembre de 2021 participó en el Campeonato Mundial de Rápidas FIDE 2021, logrando una puntuación preliminar de 9,5/13 en un empate a cuatro bandas por el primer lugar, mientras derrotaba, entre otros, al actual campeón mundial de ajedrez Magnus Carlsen. Con una posterior victoria de 1,5/2 sobre Yan Nepómniashchi en los desempates, Abdusattórov ganó el Campeonato de Rápidas y se convirtió en el campeón del mundo de rápidas más joven de la historia.

### Victoria en el Open de Praga 2024
En marzo de 2024, Nodirbek obtuvo uno de los triunfos más importantes de su carrera, al imponerse en el Open de Ajedrez de Praga. El GM Uzbeko aseguró su triunfo ya en la penúltima ronda, al derrotar al iraní Parham Maghsoodloo. Su resultado final, 6.5 puntos en 9 partidas, le permitió ganar 15 puntos de rating, ascendiendo al cuarto lugar del ránking mundial, por delante del Campeón del Mundo Ding Liren. Nodirbek también ascendió al porimer puesto en el Circuito FIDE 2024.